# Neverwinter Nights 2
Neverwinter Nights 2 (prescurtat NWN 2) este un joc video de rol pentru calculator din 2006, continuare a jocului Neverwinter Nights din seria Dungeons & Dragons.

## Rase
Față de jocul original, în Neverwinter Nights 2 au fost introduse 9 rase noi, care sunt recomandate mai mult veteranilor Dungeons & Dragons: sun elf, wood elf, drow (dark elf), gold dwarf, duergar (dark dwarf), svinfneblin (deep gnome), tieftling, aasimar și strongheart halfing. Aceste rase au fost gândite pentru o avansare mai lentă în nivel, dar această încetineală este recompensată de abilități mai puternice.

## Reguli
NWN 2 folosește versiunea 3.5 a regulilor D&D, mai permisive decât cele anterioare. De exemplu, magicienii pot purta o armură ușoară fără ca acest lucru să le afecteze magia.

## Fundal
La început, jucătorul este un locuitor din West Harbor, un sat greu încercat de luptele cu demonii. În timpul unui nou atac, tatăl adoptiv îl trimite pe eroul nostru în capitala Neverwinter pentru a recupera un fragment misterios. În continuare drumurile se bifurcă în funcție de alegerile jucătorului.

## Gameplay
Meniul radial din jocul original este înlocuit cu un meniu drop down bazat pe un simplu click dreapta. Este preferabil să fie deschise cuferele și nu sparte, deoarece obiectele din interior pot fi stricate și astfel nu mai pot fi folosite de jucător (la fel ca în jocul Star Wars: Knights of the Old Republic II).
Luptele au loc pe baza sistemului D&D: sunt decise prin rostogolirea zarurilor, pe baza probabilităților combinate cu abilitățile eroilor și bonusurile date de arme și armuri. Uneori, membrii AI ai echipei jucătorului nu intervin în luptă, ci doar stau și încasează lovituri.